# تابع كوب-دوغلاس

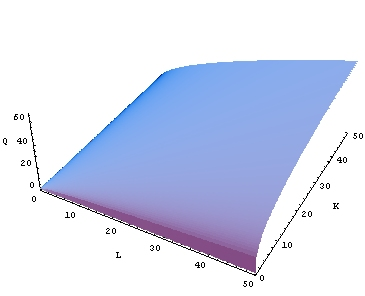

تابع الإنتاج كوب-دوغلاس أو كوب-دوجلاس

بالإنكليزية Cobb–Douglas

## تعريف
تابع الإنتاج كوب-دوغلاس: هو شكل من أشكال توابع الإنتاج، ونستطيع القول انه تابع رياضي اقتصادي يفسر السلوك الإنتاجي وعلاقته بعوامل الإنتاج.
وهو يمكن ان يستخدم في دراسة عملية الإنتاج على مستوى المنشأة وفي دراسة عمليات الإنتاج على مستوى الاقتصاد ككل.

## تاريخيا
قام كل من الاقتصادي الأمريكي بول دوغلاس وعالم الرياضيات كوب بطرحه واختباره عام 1929.
وكان الهدف في البداية هو التحقق فيما إذا كان التحليل الإحصائي يستطيع أن يؤكد وجود قوانين كمية للانتاجية الحدية وتأثير تلك الإنتاجية في مستوى الإنتاج.

## شكل التابع
الشكل العام لتابع الإنتاج لعاملين:

{\displaystyle \,Y=c\cdot K^{\alpha }\cdot L^{\beta }}.
حيث
- Y تمثل مستوى الإنتاج
- K تمثل رأس المال
- L تمثل العمل
- c معامل التناسب
- c, α وβ هي ثوابت تحددها التكنولوجيا.

في النمذجة الاقتصادية كثير ماتستخدم الدالة التالية:
{\displaystyle Y=c\cdot K^{\alpha }\cdot L^{1-\alpha }}
في هذه الحالة بالذات (حيث المجموع β + α = 1) وعوائد السعة ثابتة. وهذا يعني أن ارتفاع مستوى المدخلات بنسبة مئوية معينة، سيسبب ارتفاع المخرجات بنفس النسبة.

## اقرأ أيضا
- دالة رياضية
- تابع الإنتاج
- عوائد الحجم
- الإنتاج
- عوامل الإنتاج